# گوبو، واکایاما
گوبو در استان واکایاما در کشور ژاپن واقع شده‌است که دارای جمعیت ۲۶٬۳۳۵ نفر و مساحت ۴۳٫۹۳ کیلومتر مربع با تراکم جمعیت ۵۹۹ نفر در کیلومترمربع است و در تاریخ ۱ آوریل ۱۹۵۴ به عنوان شهر شناخته شد.